# مليحة (مسلسل)
مليحة هو مسلسل مصري عرض في شهر رمضان عام 1445 هـ / 2024م. تدور أحداث المسلسل حول أسرة فلسطينية صغيرة تعيش في السلوم، ولكن بعد أحداث ليبيا تضطر للعودة مرة أخرى إلى غزة عن طريق مصر، ثم تواجه العديد من الصعوبات.

## قصة المسلسل
يناقش المسلسل موضوع حساس وجريء بالنسبة للمجتمعات، إذ تدور أحداثه عن فتاة فلسطينية تدعى "مليحة" رحلت عن أرضها مع أحداث انتفاضة عام 2000، إثر تدمير الاحتلال الإسرائيلي منزلها، لتعيش مع جديها في ليبيا ثم تقرر العودة من جديد إلى غزة، لكنها تواجه مشكلات عديدة من أجل تحقيق حلمها بالعودة إلى أرضها. يبدأ الأمل حينما تتعرف "مليحة" على الضابط "أدهم" على الحدود المصرية الليبية، في رحلة شاقة تقودها "مليحة" مع أسرتها في طريقهم للعودة إلى قطاع غزة، وذلك بعد أحداث ليبيا عام 2012.
يخوض "أدهم" مع "مليحة" وأسرتها، الكثير من التحديات والصعاب، في أمل العودة إلى وطنهم في قطاع غزة بفلسطين، ولكن مما يعب الأمر عليهم هو فقدان الأسرة أوراقهم الثبوتية بعد وفاة الوالد، وتتوالى الأحداث.

## طاقم التمثيل
- دياب
- ميرفت أمين
- أشرف زكي
- حنان سليمان
- علي الطيب
- أمير المصري
- سيرين خاس
- مروة أنور

## فريق العمل
- تأليف: رشا الجزار
- إخراج: عمرو عرفة[7]

## روابط خارجية
- مليحة (مسلسل مصري) على موقع قاعدة بيانات الأفلام العربية